# 三巨头 (汽车制造商)
在汽车行业， “三巨头”一词是指一个国家最大的三家汽车制造商，特别是指以多个品牌进行销售的公司。
该术语来源于美国，通用汽车公司是第一个组建大型多品牌汽车公司的公司（20世纪10 年代），随后是福特汽车公司和克莱斯勒公司，这些公司都是在二战之前成立的。 
此后，“三巨头”一词有时被用来指代以下的几家汽车制造商(不同的国家)：
 美国 — 福特， 通用汽车， 克莱斯勒集团
 日本 — 丰田， 日产， 本田
 德国 —大众集团 ， 奔驰， 宝马
 法國 — 雷诺，标致，雪铁龙

## 美国
通用汽车公司、福特汽车公司和克莱斯勒集团通常被称为 "三巨头"，是美国最大的汽车制造商。它们也曾经一度是世界上最大的三家汽车制造商，通用汽车和福特仍然是前五名中的中流砥柱。三巨头的特点不仅在于它们的规模和地理位置，还在于它们的商业模式。三家公司的总部都设在底特律地区；它们的大部分都加入了联合汽车工人工会。
在2007年被丰田超越之前，福特一直稳坐北美汽车制造商第二把交椅，但是之后福特的北美销量跌至第三。这一年，丰田汽车的产量超过了通用汽车，但通用汽车的销量仍然超过了丰田汽车。当时，通用汽车已连续 77 年销量名列前茅。2008 年第一季度，丰田汽车的销量终于超过了通用汽车。在美国本土市场，底特律三大汽车制造商一直稳居前三名。2008 年，本田汽车的销量超过克莱斯勒，位居第四。 此后，由于丰田汽车因意外加速故障召回引发的争议，其销量跌回第四位，本田则落后于丰田，位居第五，这使得底特律三强重新夺回三巨头的头衔。2021 年，丰田再次超越通用汽车成为美国最畅销的汽车制造商，这也是美国汽车制造商首次未能在一整年内保持美国汽车销量领先地位。
加入工会的工人可能会导致比其他跨国汽车制造商（包括在北美设有工厂的制造商）更高的劳动力成本。 2005 年港口报告估计，丰田在劳动生产率方面的比美国制造商的领先地位相当于每辆车具有 350 美元至 500 美元的成本优势。1999 年从通用汽车拆分出来的德尔福在工会拒绝削减工资后申请破产保护，通用汽车因此承担 70 亿美元的资金缺口。 
为了提高利润，美国的汽车制造商与工会达成协议，在降低工资的同时做出养老金和医疗保险方面的承诺。例如，通用汽车曾一度承担了其员工、员工遗属和通用汽车退休人员的全部医疗保险费用，因为当时美国还没有全民医保体系。20 世纪 90 年代末，由于大部分计划资金不足，这些公司向年长的资深员工提供了退休计划，并与工会（ UAW ）达成协议，将养老金义务转移到一个独立的信托基金。 2009 年，加拿大广播公司（CBC）报道称，未加入工会的日本汽车制造商的美国员工更年轻、工资更低、退休人员更少，与三大汽车公司相比，它们将继续享有成本优势。 

## 日本
丰田、日产和本田这三家日本汽车制造商长期以来一直被认为是小型节油汽车领域的领导者。它们成功的一个主要因素是它们生产的汽车从 1973 年的石油危机中受影响较小，当时的石油危机极大地改变了市场形势，并对汽车行业产生了重大影响。本田旗下的“思域”连续 22 年成为加拿大同级别最畅销的汽车。
此外，与当时的其他外国跑车（如捷豹、宝马、保时捷等）相比，日产的240Z的价格相对较低，但性能、可靠性和外观都很出色。这使日本汽车制造商的形象超越了其经济型轿车的范围，同时也被认为是促进了进口高性能零部件行业的发展。
在本田于 1986 年推出 Acura 之前，日本出口的汽车主要采用经济型设计，面向低成本消费者。但在此之后，日本三大汽车巨头纷纷打造自己的豪华品牌，向老品牌发起挑战。继本田之后，丰田推出了以雷克萨斯命名的 LS 400，该车在美国的首次亮相售价为 38,000 美元（在某些市场，其售价与中型六缸梅赛德斯-奔驰和宝马车型相当） ，并被《汽车与驾驶》杂志评为在驾驶、操控和性能方面优于售价 63,000 美元的梅赛德斯-奔驰 W126 和售价 55,000 美元的宝马 E32。人们普遍地认为这对欧洲品牌是一个重大冲击，宝马和梅赛德斯-奔驰在美国的销售数字分别下降了 29% 和 19%，时任宝马董事长的 Eberhard von Kuenheim 还指责丰田雷克萨斯在该市场倾销。日产旗下的英菲尼迪之所以能在豪华车市场崭露头角，主要得益于其广受欢迎的 Q45。该车配备了当时领先于同级的 278 马力（207 千瓦）V8 发动机、四轮转向系统，以及首款汽车主动悬挂系统和众多的豪华内饰。这些都使其在与奥迪、宝马和梅赛德斯-奔驰等德国进口车的竞争中脱颖而出，而在英菲尼迪发布之时，这些德国进口车的销量已经超越凯迪拉克和林肯，成为美国豪华车市场的主导。

## 德国
在一般印象里，德国的汽车制造商奥迪、梅赛德斯-奔驰集团和宝马经常被称为 "德国三巨头"，但实际的主要汽车制造商是大众集团（奥迪股份公司的主要所有者）、梅赛德斯-奔驰集团和宝马。
其他主要的德国汽车制造商有欧宝和美国控制的福特汽车公司（福特汽车公司的子公司），但不被视为该集团的一部分，尽管它们是欧洲最畅销的品牌之一 ——但它们都是外资企业。欧宝自 2021 年起成为 斯特兰蒂斯有限公司（Stellantis） 的子公司，在此之前它一直由 PSA 集团和通用汽车所有，而福特德国是福特汽车公司的全资子公司，主要总部位于德国，并在德国进行大部分的研发。
大众集团长期以来一直是欧洲最大的汽车制造商。截至 2007 年，大众集团超越福特汽车，仅次于通用汽车和丰田，位居世界第三。它还是一系列汽车品牌如奥迪、保时捷、SEAT、斯柯达、布加迪、兰博基尼和宾利的母公司。
戴姆勒股份公司持有包括三菱扶桑在内的其他汽车制造商的主要股份。
宝马还生产 Mini 品牌汽车，并从 1998 年起成为劳斯莱斯汽车的母公司。
宝马、梅赛德斯-奔驰和奥迪约占全球豪华车市场的 80%。

## 法国
雷诺、标致和雪铁龙通常被称为法国汽车三巨头，尽管后两者是 Stellantis N.V. 的附属品牌。
因为上述的原因，法国的汽车制造公司主要有两家：
- Stellantis（标致、雪铁龙、DS 和欧宝/沃克斯豪尔品牌以及意大利和美国的其他汽车品牌的所有者，跨国汽车制造商），尽管新合并的公司总部设在荷兰。

- 雷诺集团（拥有雷诺、阿尔派、达契亚、拉达、雷诺三星汽车等品牌，以及日产 15%的股份）是欧洲第三大汽车制造商，2016 年位居世界第九。

法国是汽车工业的先驱，按 2015 年单位产量计算，法国是世界第 11 大汽车制造商，欧洲第三大汽车制造商（仅次于德国和西班牙）。从二战结束到 2000 年，法国一直是世界第四大汽车制造国。
总部设在法国的雷诺卡车公司是一家主要的商用车生产商，由沃尔沃公司控股。斯泰兰特和雷诺都在法国以外生产大量车辆。